# Lagostomus crassus
Lagostomus crassus é uma espécie de roedor da família Chinchillidae. Sua descrição foi baseada em um único crânio encontrado no sul do Peru. Nunca foi encontrado um espécime vivo.